# Ale härad
Ale härad var ett härad i nordvästra Västergötland inom nuvarande Ale kommun, Lerums kommun och Lilla Edets kommun. Häradets areal var 519,12 kvadratkilometer varav 478,10 land. 
Häradets tingsplatser har legat på följande platser:
- 1647–1675 Grönnäs, Skepplanda socken[3]
- 1675–1885 Kattleberg, Skepplanda socken[3][4]
- 1885–1948 Älvängen, Starrkärrs socken[4][5]
- 1948–1970 Alingsås

## Namnet
Ale är tidigast omnämnt 1262 (Alyr). Namnet anses vara plural av ett ord som antingen syftar på trädslaget al eller på ett fornsvenskt ord för helgedom.

## Socknar
Häradet omfattade följande socknar: 
Hela nuvarande Ale kommun:
- Hålanda
- Kilanda
- Nödinge (före 1889 endast norra delen)
- Skepplanda
- Starrkärr

Sydöstra delen av nuvarande Lilla Edets kommun:
- Ale-Skövde
- Sankt Peder
- Tunge

Västligaste delen av nuvarande Alingsås kommun och nordligaste delen av nuvarande Lerums kommun:
- Östad (före 1887 endast södra delen)

Av Nödinge kyrksocken tillhörde den södra delen, Skårdals skate (nuvarande Bohus och norra Surte, Kungälvs jordebokssocken i Västra Hisings härad i Göteborgs och Bohus län fram till 1889. Från och med detta år var Nödinge jordebokssocken identisk med kyrksocknen och ingick i sin helhet i Ale härad. Området söder om norra Surte, benämnt södra Surte (eller Svenska Surte), tillhörde Angereds socken i Vättle härad till 1935 då det överfördes till Nödinge.
Av Östads kyrksocken tillhörde norra delen Långareds jordebokssocken i Kullings härad fram till 1887. Från och med detta år var Östads jordebokssocken identisk med kyrksocknen och ingick i sin helhet i Ale härad. År 1975 överfördes norra delen av Östad, då i Lerums kommun, till Långareds församling i Alingsås kommun.

## Geografi
Häradet låg i Älvsborgs län, Västergötland, nordost om Göteborg, mellan Göta älv i väster och sjön Mjörn i öster. I älvdalen och längs älvens biflöden präglas landskapet av jordbuksmark. I öster dominerar vildmarksområdena Risveden i norr, samt Alefjäll söderut. Risveden omnämns i Yngre Västgötalagen från 1300-talet (Rishuidhär). Området var häradsallmänning, delad mellan Ale, Bjärke och Kullings härader. 1542 omvandlade Gustav Vasa Risveden till kronoallmänning. Först 1833 återgick delen i Ale till häradsallmänning.
Ale härad gränsade på den svenska sidan till häraderna Vättle, Kulling, Bjärke och Flundre, samt på den norska sidan till skeppsredorna Torpe, Faxehärad och Hising – sedermera Inlands Torpe, Inlands Södre och Västra Hisings härader.
På medeltiden fanns borgen Lödösehus i dåvarande Lödöse stad, sedermera Sankt Peders socken. Senare sätesgårdar var Livereds säteri (Hålanda), Alvhems kungsgård (Skepplanda), Östads säteri (ursprungligen i Östads socken; sedan 1975 i Långareds socken, Alingsås kommun / Kullings härad), Kilanda säteri (Kilanda), Backa säteri (Nödinge) och Stora Vikens herrgård (Nödinge). Södra Surte herrgård tillhörde Angereds socken i Vättle härad till 1935 då gården överfördes till Nödinge socken.
Innan freden i Roskilde 1658 fanns tullstationer vid Viken norr om nuvarande Bohus i Nödinge socken, vid Hamnen vid Grönåns mynning i Skepplanda socken samt i Lödöse. Grönån var segelbar upp till Tors bro och Grönköp nära Vadbacka och Fors ända till 1922.
Gästgiverier fanns vid Lahall (Nödinge), Viken (Nödinge), Nol (Starrkärr), Krokstorp (Kilanda), Östad (Östad), Kattleberg (Skepplanda), Grönnäs (Skepplanda, tillfälligt 1652–1674, ersatt av Kattleberg), Vadbacka (Skepplanda), Verle (Hålanda) och Kärra (Tunge). Efter många år som bl.a. småskola och klubbstuga för Skepplanda BTK var Vadbacka gästgiveri under ett antal år åter krog, men är det inte längre sedan 2017.
Avrättningsplats fanns vid Tingbergs kulle i Sankt Peders socken, mellan Lödöse och Alvhem. Sist avrättades Anders Daniel Nattsén 1854 genom halshuggning.
Den medeltida ridvägen mellan Lödöse och Skara sträckte sig genom Skepplanda och Hålanda socknar och Risvedens nordvästra del. Hålvägar är fortfarande synliga på flera platser.
På 1800-talet började passagerartrafik på Göta älv med ångbåt. Bland annat på grund av järnvägens effektivisering konkurrerades älvtrafiken ut efter första världskriget.
År 1877 öppnade järnvägslinjen Göteborg–Trollhättan och trafikerades av privata Bergslagernas Järnvägar. År 1900 öppnades likaledes privata Västergötland–Göteborgs Järnvägar i häradets östra del. Sträckan mellan Sjövik i Östads socken och Göteborg lades ner 1967 medan sträckan mellan Sjövik och Nossebro i Essunga kommun lades ner 1970.

## Historia
På 1200-talet var Ale ett av fyra härader i Hullsjö bo, ett av de åtta bon Västergötland var indelat i. Sätet tros ha legat i Hullsjö i nuvarande Gärdhems socken i Väne härad / Trollhättans kommun. De övriga häraderna var Bjärke och Flundre.
Som en följd av kung Magnus Ladulås skuld till den halländske frälsemannen Peder Porse (död före 1295), för dennes stöd i kampen mot Magnus bror Valdemar Birgersson, erhöll Porse år 1278 Lödöse stad och län i pant.
Vid freden i Helsingborg 1310 tillföll Ale härad, tillsammans med vad som då motsvarade Skara stift, hertig Erik. Ale var en del av hertigdömet till Nyköpings gästabud 1317. När hertig Erik gifte sig 1312 med den då 11-åriga Ingeborg Håkansdotter, dotter till Norges kung Håkon Magnusson, fick hon Lödöse med län i morgongåva. I samband med att sonen Magnus Eriksson som treåring blivit kung i både Norge och Sverige 1319, ingick Lödöse och dess län till 1326 i Ingeborgs underhållsländer. När Magnus Eriksson gifte sig 1335 med Blanka av Namur gav också han sin hustru Lödöse med län i morgongåva. Från 1371 ingick Ale, tillsammans med resten av sonen Eriks forna hertigdöme, i Magnus Erikssons underhållsländer. När denne dog 1374 vägrade hans son, Norges kung Håkan Magnusson återlämna områdena till Sverige.
Mot slutet av 1300-talet och under början av 1400-talet blev Ale ett av tre härader i Stynaborgs län. Denna förändring skedde förmodligen i samband med Drottning Margaretas omorganisering av slottslänen. Sätet låg i f.d. Bälinge socken i nuvarande Alingsås församling, Kullings härad. Det tredje häradet var Barne. Stynaborgs län upphörde senast i och med Engelbrektsupproret 1434.
När Lödöse förlorade sina stadsrättigheter, tillfälligt mellan 1526 och 1586 samt varaktigt från 1646, så införlivades Sankt Peders församling i Ale härad. Mellan åren 1569–1598 och 1600–1602 ingick fem av Ales nio socknar i Visingsborgs grevskap under riksrådet Per Brahe d.ä., följd av sönerna Erik och Magnus. Socknarna var Skepplanda, Sankt Peder, Ale–Skövde, Starrkärr och Kilanda.
År 1612, under Kalmarkriget, blev Ale besatt av danska trupper. Vid freden i Knäred 1613 blev Ale ett av sex västgötska härader som pantsattes i krigsskadestånd till Danmark i Älvsborgs andra lösen. År 1619 löstes panten.
Vid ingången av 1889 (beslut av Kungl. Maj:t den 28 mars 1888) införlivades Skårdals skate, som redan ingick i Nödinge socken, från Västra Hisings härad.

### Krigsskådeplats
Som gränsbygd har Ale åtskilliga gånger drabbats av de ständiga krigen mellan Sverige och Danmark. Belägenheten som uppland till Lödöse och närheten till Kungahälla och Bohus fästning har haft stor betydelse. Under belägringar, läger och förflyttningar har trupperna våldgästat, skövlat, plundrat, brandskattat och bränt i bygderna. Detta pågick genom århundradena till slutet av 1600-talet. Ofrederna återspeglas i namnbruk som Danskestallet och Jutamossen. Lämningarna är flertaliga, bl.a. gravfält vid Verle, Järnklev och Slerebo i Hålanda. Berättelserna och sägnerna är ännu fler. Så sent som på 1940-talet berättade danska anläggningsarbetare i Trollhättan att man i danska kyrkor brukat läsa en bön över soldaterna:
| ” | För Risvedens mörka skogar och vilda folk bevare oss, o, milde Herre Gud | „ |

Under brödrastriden mellan kung Birger Magnusson och dennes bröder hertigarna Erik och Valdemar mellan 1304 och 1310 blev Ale och Lödöse skådeplats vid ett par tillfällen. Hertigarnas första krigståg utgick 1304 från Kungahälla och på vägen genom Västergötland brändes Lödöse.
Under avsättningskriget 1363–1371 mellan kung Magnus Eriksson och Albrekt av Mecklenburg blev Lödöse och dess omgivningar åter krigsskådeplats. 1368 gör både norske kung Håkan Magnusson, kung Magnus son, och Albrekts allierade Hansan krigsinsatser i området. Hansan bränner Lödöse. År 1370 ingås ett stillestånd i Lödöse som varar i 14 dagar.
1452 var Lödöse intaget av danske kungen Kristian I under kriget med Karl Knutsson Bonde. Kristian drevs tillbaka av marsken Tord Karlsson Bondes trupper in över Risveden och ner mot danskt område vid Skårdal och Kongahälla. Detta krig varade 1449–1457 och redan 1455 var danskarna tillbaka och brände ner staden efter att först ha brandskattat den. När den avsatte Kristian II ville återta den danska tronen 1531 försökte han inta Bohus fästning. Under de följande striderna, där svenskarna blandade sig i, stod ett slag utanför Lödöse och Kristian slog läger vid Skepplanda kyrka.
Under Nordiska sjuårskriget 1563–1570 härjade den danske överbefälhavaren Daniel Rantzau på Västgötaslätten. När han 1565 vände mot Varberg marscherade han genom Ale. År 1566 hade han förutom ett på nytt nerbränt Lödöse lämnat 268 brända och 54 skövlade gårdar efter sig i häradet (se även Rantzaus räd). Även Gräfsnäs slott, i Erska socken och Bjärke härad (i nuvarande Alingsås kommun) på andra sidan Risveden från Lödöse, var mål för danska krigsföretag. Gräfsnäs yttre befästningsverk gick genom Hålanda, där lämningar finns vid Gamla Krogen och Skansen. År 1612, medan Kristian IV belägrade Lödöse under Kalmarkriget, lyckades danskarna inta slottet som plundrades liksom dess omgivningar.  På Stora Skansasjöns botten skall det ligga en kanon från när hären gick genom isen.
Riksrådet och fältmarskalken Lennart Torstensons angrepp på Danmark 1643 ledde bl.a. till den s.k. Hannibalsfejden. Svenska trupper under befäl av överste Nils Kagg belägrade Bohus fästning, där Hannibal Sehested, ståthållare över Norge, residerade. År 1644 blev Lödöse både plundrat av svenskarna och bränt av danskarna. Kriget slutade med freden i Brömsebro 1645.
Krabbefejden 1657–1658 har fått namn efter en annan befälhavare på Bohus fästning, Iver Krabbe, länsherre över Bohus län och tidigare även Halland. Under Krabbes befäl företogs under de båda åren flera operationer bl.a. i Ale. Detta krig slutade med freden i Roskilde, då Sverige tillerkändes Bohuslän. Trots att Bohuslän blivit svenskt varade inte freden längre än till Gyldenløvefejden 1676–1679. Ståthållaren över Norge, Ulrik Fredrik Gyldenløve, belägrade Bohus fästning och företog flera operationer in i Västergötland, där Ale för sista gången drabbades. Detta krig slutade med frederna i Fontaineblau och Lund.

## Län, fögderier, domsagor, tingslag och tingsrätter
Häradet hörde mellan 1634 och 1998 till Älvsborgs län, därefter till Västra Götalands län. Församlingarna tillhörde Göteborgs stift
Under det yngre indelningsverket hörde större delen av Ale härad till Barne kompani, Västgöta regemente samt till Västergötlands båtsmanskompani. Undantagen var Hålanda och Kilanda socknar som istället för till Barne kompani var anslutna till Extra båtsmansroteringen till sjöss.
Häradets socknar hörde till följande fögderier:
- 1686-1917 Väne fögderi
- 1918-1945 Kullings fögderi
- 1946-1966 Ale-Vättle fögderi
- 1967-1990 Trollhättans fögderi

Häradets socknar tillhörde följande domsagor, tingslag och tingsrätter (häradsrätterna avskaffades 1970):
- 1680-1933 Ale tingslag i 
  - 1680-1695 Vättle, Ale, Gäsene och Kullings häraders domsaga
  - 1696-1781 Ale, Bjärke, Flundre, Väne och Vättle häraders domsaga
  - 1782-1792 Ale, Bjärke och Vättle häraders domsaga
  - 1793-1848 Ale, Bjärke, Flundre, Väne och Vättle häraders domsaga
  - 1849-1933 Ale, Kullings och Vättle domsaga
- 1934-1970 Vättle, Ale och Kullings tingslag i Ale, Kullings och Vättle domsaga

För socknarna i Ale kommun samt Östads socken
- 1971- Alingsås tingsrätt och dess domsaga

För socknarna i Lille Edets kommun
- 1971-2004 Trollhättans tingsrätt och dess domsaga
- 2004- Vänersborgs tingsrätt och dess domsaga